# دلیله

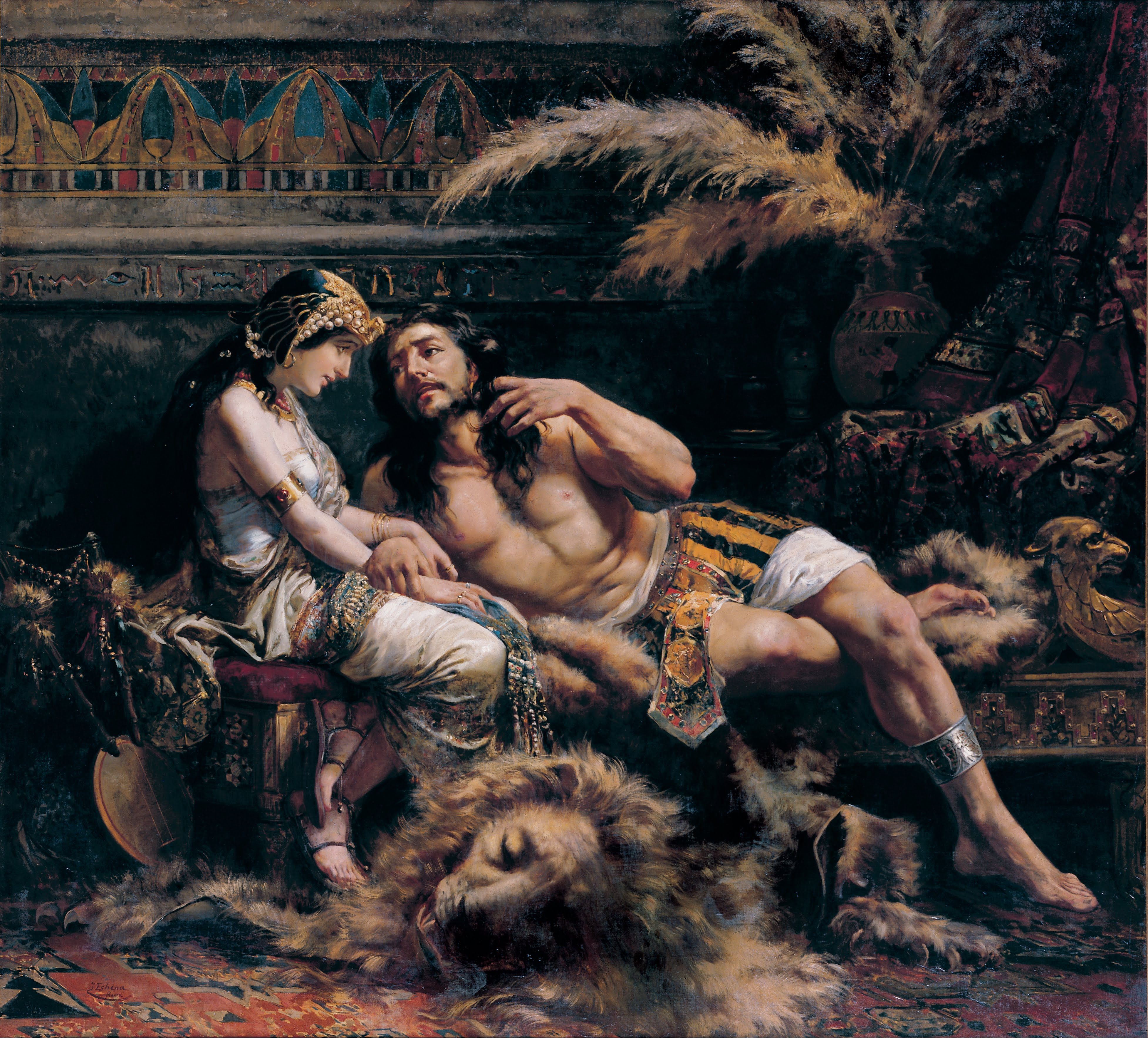
سامسون و دلیله.

دلیله زنی در وادی سوررق که شمشون او را دوست می‌داشت. و سروران فلسطین از دلیله خواستند که راز قدرت شمشون را پیدا کند، و به او قول دادند که در عوض به وی هزار و صد مثقال نقره بدهند. دلیله بار نخست از شمشون علت نیرومندیش را پرسید؛ و شمشون گفت که اگر او را به هفت شاخه بید تازه خشک‌نشده ببندند، ناتوان خواهد شد. فلسطینیان هفت شاخه بید آوردند، اما شمشون ضعیف نشد و شاخه‌ها شکستند. دلیله بار دوم از شمشون خواست که راز نیرومندی‌اش را بگوید اما او گفت که اگر به ریسمان‌های تازه بسته شوم، مانند دیگر مردم ضعیف می‌شوم. دلیله ریسمان‌های تازه گرفت و شمشون را به آن بست؛ اما شمشون به راحتی همه را باز کرد. دلیله بار سوم از شمشون همان پرسش را کرد؛ اما شمشون پاسخ داد اگر هفت موی سر مرا به تار ببافی، ضعیف خواهد شد؛ دلیله در هنگام خوابیدن هفت موی سر شمشون را به تار و چوب نساج بست، اما پس از بیداری، شمشون آن‌ها را کند. تا این که سرانجام به فریب و حیله، دلیله دریافت که شمشون از رحم مادرش نذر خداست، و اگر موهایش تراشیده شود نیرومندی‌اش از بین می‌رود. دلیله فلسطینی‌ها را به آن‌جا طلبید و فلسطینیان موهای شمشون را بریدند. با شکسته شدن پیمان نذیره، شمشون به اسارت فلسطینیان درآمد؛ آنان او را کور کرده و در غزه زندانی کردند.
سامسون (که نابینا شده) هم که قدرت خود را ازدست رفته می‌بیند به خواسته‌های دلیله تن نمی‌دهد. بعد از مدتی که به کارهای سخت مجبور می‌شود بدون اینکه خود بداند موهایش دوباره بلند شده و قدرت خود را باز میابد؛ و معبد کافران را به دست خود روی سرشانه  خراب می‌کند.
سامسون و دلیله از عاشقانه‌های معروف جهان، و به زبان عبری و از تورات می‌باشد. فیلمی هم به همین نام از این داستان ساخته شده‌است.